# Geography Markup Language
A Geography Markup Language (GML) (em português, Linguagem de Marcação de Geografia) é a gramática XML definida pelo Consórcio Geoespacial Livre para exprimir características geográficas. A GML serve de linguagem de modelação para sistemas geográficos e como um formato aberto para troca de informação geográfica na Internet. Nota-se que o conceito de característica em GML é generalizado e inclui não somente objetos vetoriais ou discretos, mas também "coverages" e dados de sensores. A capacidade de integrar todas as formas de informações geográficas é chave para a usabilidade da GML.

## Modelo GML

### Esquema de aplicação
Para expor os dados geográficos de um aplicativo com GML, uma comunidade ou organização cria um esquema XML específico para o domínio do aplicativo de interesse (o esquema do aplicativo). Este esquema descreve os tipos de objetos cujos dados a comunidade está interessada e quais aplicativos da comunidade devem expor. Por exemplo, um aplicativo para turismo pode definir tipos de objetos, incluindo monumentos, locais de interesse, museus, saídas de estradas e pontos de vista em seu esquema de aplicativo. Esses tipos de objetos, por sua vez, fazem referência aos tipos de objetos primitivos definidos no padrão GML.
Algumas outras linguagens de marcação para geografia usam construtos de esquema, mas GML se baseia no modelo de esquema XML existente em vez de criar uma nova linguagem de esquema.

Os esquemas de aplicativos são normalmente projetados usando a norma ISO 19103 (Informações geográficas - linguagem de esquema conceitual) em conformidade com UML e, em seguida, o aplicativo GML é criado seguindo as regras fornecidas no Anexo E da ISO 19136.